# یواس‌اس مایر (دی‌یی-۷۷۰)
یواس‌اس مایر (دی‌یی-۷۷۰) (به انگلیسی: USS Muir (DE-770)) یک کشتی بود که طول آن ۳۰۶ فوت (۹۳ متر) بود. این کشتی در سال ۱۹۴۴ ساخته شد.در ان زمان تا الان این کشتی در آب های آزاد رها می باشد همچنین این گشتی ساخت کشور آمریکا است و درست کردن آن 12ماه زمان برد